# Urosigalphus paraguayensis
Urosigalphus paraguayensis är en stekelart som beskrevs av Gibson 1974. Urosigalphus paraguayensis ingår i släktet Urosigalphus och familjen bracksteklar. Inga underarter finns listade i Catalogue of Life.